# Sepia pardex
Sepia pardex is een inktvissensoort uit de familie van de Sepiidae. De wetenschappelijke naam van de soort is voor het eerst geldig gepubliceerd in 1913 door Sasaki.